# 興禅寺 (高崎市)
興禅寺（こうぜんじ）は、群馬県高崎市にある曹洞宗の寺院。

## 歴史
平安時代末期、新田義重の開基である。その後、戦国時代に和田信輝が中興している。高崎市の文化財に指定されている「和田城並びに興禅寺境内古絵図」によれば、和田城（後の高崎城）の近くに広い境内を持っていたと推測される。
享保年間（1264年 - 1275年）に現在地に移転した。

## 文化財
- 和田城並びに興禅寺境内古絵図（高崎市指定重要文化財 昭和43年3月15日指定）[2]

## 交通アクセス
- 高崎駅より徒歩8分。